# Classic Cash: Hall of Fame Series
Classic Cash: Hall of Fame Series è il quarantasettesimo album in studio del cantautore statunitense Johnny Cash, pubblicato nel 1988 dalla Mercury Records.

## Il disco
L'album è costituito da successi di Cash riarrangiati in chiave moderna (per l'epoca) attraverso sonorità anni ottanta. Alla sua uscita l'album venne molto criticato per le tecniche produttive impiegate, con tanto di sintetizzatori, nel tentativo di "modernizzare" le vecchie canzoni di Cash.

## Tracce
1. Get Rhythm – 2:30
2. Tennessee Flat Top Box – 3:06
3. Long Black Veil – 3:14
4. A Thing Called Love – 2:15
5. I Still Miss Someone – 2:58
6. Cry! Cry! Cry! – 2:24
7. Blue Train – 2:03
8. Sunday Mornin' Comin' Down – 3:54
9. Five Feet High and Rising – 2:43
10. Peace in the Valley – 2:54
11. Don't Take Your Guns to Town – 2:55
12. Home of the Blues – 3:14
13. Guess Things Happen That Way – 2:44
14. I Got Stripes – 2:01
15. I Walk the Line – 2:33
16. Ring of Fire – 2:43
17. The Ballad of Ira Hayes – 2:51
18. The Ways of a Woman in Love – 2:38
19. Folsom Prison Blues – 2:44
20. Suppertime – 2:22

## Formazione
- Johnny Cash - voce, chitarra acustica
- Earl P. Ball - pianoforte
- Bob Wootton - chitarra elettrica
- W.S. Holland - batteria
- Jack Hale - armonica a bocca, tromba, corno francese
- Bob Lewin - sintetizzatore, tromba
- Jim Soldi - chitarra acustica, dobro, chitarra elettrica, cori, chitarra sintetizzata, chitarra bottleneck
- Jimmy Tittle - basso, cori
- Terry McMillan - armonica a bocca
- Bryan "Bongo" O'Hanlon - percussioni
- Matt Rollings - organo